# Michael Bishop
Michael Bishop (Lincoln (Nebraska), 12 november 1945 – Pine Mountain (Georgia), 13 november 2023) was een Amerikaanse sciencefictionschrijver. Hij schreef ook onder het pseudoniem Philip Lawson. 

## Biografie
Bishop behaalde zijn master Engels aan de Universiteit van Georgia in 1968. Hij ging vervolgens bij de Amerikaanse luchtmacht als instructeur Engels aan de Air Force Academy Preparatory School (van 1968 tot 1972) en aan de Universiteit van Georgia (van 1972 tot 1974), voordat hij fulltime schrijver werd.
Zijn eerste gepubliceerde kort verhaal was Piñon Fall in 1969. Hij won de Nebula Award in 1982 voor de 'novelette' The Quickening en in 1983 voor de roman No Enemy But Time. Hij is negen keer genomineerd geweest voor de Hugo Award. Hij won de Locus Award vier keer: in de categorie beste novelle voor The Samurai and the Willows in 1977 en voor Her Habiline Husband in 1983. Daarnaast in de categorie beste verzamelbundel voor Light Years and Dark in 1984 en voor beste fantasy roman met Brittle Innings in 1994. De Mythopoeic Award won hij in 1989 voor Unicorn Mountain.
Bishop woonde met zijn vrouw en twee kinderen in Pine Mountain in de staat Georgia. Eén van de kinderen was les Duits aan het geven op een universiteit in Virginia, Verenigde Staten toen er werd geschoten. Daar kwam de 35-jarige leraar om het leven. Michael Bishop overleed in november 2023 op 78-jarige leeftijd, nadat hij sinds juni in een hospice verbleef.

### Urban Nucleus serie
- A Little Knowledge (1977)
- Catacomb Years (1978)
- Under Heaven's Bridge (1981 – met Ian Watson)

### Will Keats serie (als Philip Lawson, met Paul Di Filippo)
- Would It Kill You to Smile? (1998)
- Muskrat Courage (2000)

### Overige romans
- A Funeral for the Eyes of Fire (1975)
- And Strange at Ecbatan the Trees (1976) (ook gepubliceerd als Beneath the Shattered Moons)
- Stolen Faces (1977)
- Transfigurations (1979)
- Eyes of Fire (1980)
- No Enemy But Time (1982)
- Who Made Stevie Crye? (1984)
- Ancient of Days (1985)
- Philip K Dick Is Dead, Alas (1987) (ook gepubliceerd als The Secret Ascension)
- Unicorn Mountain (1988)
- Count Geiger's Blues (1992)
- Brittle Innings (1994)

### Verhalenbundels
- Blooded on Arachne (1982)
- One Winter in Eden (1984)
- Close Encounters With the Deity (1986)
- Emphatically Not SF, Almost (1990)
- At the City Limits of Fate (1996)
- Blue Kansas Sky (2000)
- Brighten to Incandescence (2003)